# Дёллинг, Иво
Фриц Иво Дёллинг (швед. Iwo Dölling; 12 января 1923, Ваксгольм, лена Стокгольм — 22 апреля 2019, Лидингё) — шведский дипломат и юрист .

## Биография
Родился в семье майора шведской армии. В 1944 году сдал экзамены в военном училище. Продолжил учёбу в Стокгольме. В 1949 году стал кандидатом юридических наук. Поступил на дипломатическую службу в Министерство иностранных дел Швеции. В том же году стал атташе.
С 1950 по 1955 год служил атташе и секретарём шведской делегации при Организации экономического сотрудничества и развития в Париже, с 1955 по 1957 год — секретарём посольства в Бонне, с 1957 по 1960 год — секретарём миссии в Претории.
В 1960—1963 годах был первым секретарём Министерства иностранных дел Швеции, коммерческим советником в Лондоне (1963—1964). В 1964 по 1965 годах работал советником ООН по торговой политике в Кении. Был советником посольства и заместителем главы Европейского экономического сообщества Швеции, в 1965—1970 годах возглавлял делегацию в Брюсселе.
С 1970 по 1972 год был послом Швеции в Бельгии. Позже с 1972 по 1975 год — послом Швеции в Замбии, с 1975 по 1979 год — в Тель-Авиве, с 1980 по 1985 год — послом Швеции в Греции.
С 1979 года входил в состав делегации ООН.
С 1986 года работал советником в Atlas Copco.